# Certificació Albert de Producció Sostenible
Certificació Albert de Producció Sostenible (estilitzat com albert) és un projecte ecologista que té com a objectiu animar la indústria de la producció de televisió i cinema a reduir els residus i la seva petjada de carboni. A més, ofereix orientació sobre com promoure i discutir qüestions ambientals en contingut editorial mitjançant una iniciativa anomenada 'Planet Placement'. albert va començar com un projecte a la BBC, el 1996, però va ser adoptat per British Academy of Film and Television Arts des del principi.
Inicialment, Albert va oferir a la indústria una calculadora de carboni a mida per mesurar l'impacte de les seves produccions. La calculadora permet a una producció calcular la seva petjada de carboni prevista des de la preproducció fins a la postproducció. Aleshores, les produccions poden passar pel procés de certificació, on implementen tècniques de producció sostenibles per reduir les emissions de carboni sempre que sigui possible i compensar quan no ho sigui. Les produccions que completen la certificació amb èxit reben un certificat d'1, 2 o 3 estrelles i se'ls fa ús del logotip d'albert Sustainable Production als seus crèdits.
Actualment, totes les produccions de la BBC, ITV, Channel 4, UKTV, Sky i Netflix al Regne Unit han de registrar la seva petjada de carboni mitjançant la calculadora de carboni albert.

## Iniciatives
A més de la seva calculadora de carboni, Albert està involucrat en la promoció de la sostenibilitat en altres àrees de la indústria audiovisual.

### Green Rider
El maig de 2019, Albert va llançar el projecte 'Green Rider' en associació amb Spotlight. Green Rider pren el seu nom de Inclusion Rider, com una forma de defensar l'acció climàtica a través d'un contracte d'actor, demanant que les bones pràctiques ambientals s'observin al plató. Per exemple, sol·licitar càtering a base de plantes, il·luminació de baix consum o que l'empresa productora accepti una política de "zero a abocador" per als seus conjunts.

### Creative Energy
Albert va iniciar el projecte Creative Energy el 2017, que permet a les empreses productores canviar a un proveïdor d'energia 100% renovable. El proveïdor amb el qual s'associa Albert es revisa cada any en funció de criteris "verds". El proveïdor actual és Good Energy. A més, les compensacions creatives són un altre esquema Albert que permetrà a les produccions compensar/mitigar el seu impacte ambiental amb esquemes de compensació de carboni.

### Screen New Deal
El setembre de 2020, albert va llançar l'informe "Screen New Deal" en associació amb el British Film Institute i Arup com a full de ruta per ajudar la producció cinematogràfica a la transició cap a les emissions netes zero el 2050. L'informe explora i dona exemples de com es poden implementar pràctiques més sostenibles a les indústries del cinema i la televisió.

## Directorate
L'estratègia i el desenvolupament d'Albert compta amb el suport d'una direcció d'encàrrec. Actualment, la direcció està formada per la BBC, ITV, C4, Sky, Netflix i BT Sport.

## Produccions amb certificació Albert
Les produccions que compleixen els criteris de sostenibilitat reben una, dues o tres estrelles.

### Tres estrelles
| Any       | Producció                          |
| --------- | ---------------------------------- |
| 2020      | Red Dwarf: The Promised Land       |
| 2017      | Emmerdale                          |
| 2017      | The Big Spell                      |
| 2016/2017 | Red Dwarf (series 11 & 12)         |
| 2016      | Power Monkeys                      |
| 2016      | Trollied (series 6)                |
| 2016      | Loose Women (series 20)            |
| 2016      | Pointless                          |
| 2016      | Have I Got News for You            |
| 2016      | A Midsummer Night's Dream          |
| 2016      | Inside No. 9 (series 3)            |
| 2016      | Let's Go Club                      |
| 2016      | Upstart Crow (series 1)            |
| 2016      | Yonderland (series 3)              |
| 2016      | EastEnders                         |
| 2016      | Rovers                             |
| 2016      | Andy's Prehistoric Adventures      |
| 2015      | Blue Peter (series 58)             |
| 2015      | Downton Abbey (series 6)           |
| 2015      | The Graham Norton Show (series 17) |
| 2015      | The Interceptor                    |
| 2015      | Casualty                           |
| 2014      | Trollied (series 4)                |
| 2014      | Coronation Street                  |

### Dues estrelles
| Any       | Producció                           |
| --------- | ----------------------------------- |
| 2023      | Sonar Events: Basketball England    |
| 2017      | Hollyoaks                           |
| 2017      | Good Morning Britain                |
| 2016      | Witless                             |
| 2016      | Zapped (series 1)                   |
| 2016      | Monkeys: An Amazing Animal Family   |
| 2016      | The South Bank Show                 |
| 2016      | Birds of a Feather                  |
| 2016      | The Voice (series 5)                |
| 2016      | Grantchester (series 2)             |
| 2016      | Agatha Raisin (series 1)            |
| 2016      | Stan Lee's Lucky Man (series one)   |
| 2016      | The Tunnel (series 2)               |
| 2016      | Boomers (series 2)                  |
| 2015      | Cuffs (series 1)                    |
| 2015      | The Apprentice (series 11)          |
| 2015      | The Naked Choir                     |
| 2015      | TT Races                            |
| 2015      | Still Open All Hours                |
| 2015      | A League of Their Own (series 9)    |
| 2014      | W1A (series 2)                      |
| 2015      | A Long Long Crime Ago               |
| 2015      | Desi Rascals                        |
| 2015      | Premier League World                |
| 2015      | Ross Kemp: Extreme World (series 4) |
| 2015      | Gigglebiz (series 4)                |
| 2015      | Love It Or List It (series 1)       |
| 2014/2015 | Children's Presentation             |
| 2014/2015 | Spring/Autumn/Winterwatch           |
| 2014      | CBBC Live (Gateshead)               |
| 2014      | MasterChef (series 10)              |
| 2014      | Invictus Games                      |
| 2014      | From There to Here                  |
| 2013      | All at Sea                          |

### Una estrella
| Curs | Producció                                          |
| ---- | -------------------------------------------------- |
| 2016 | Enric IX                                           |
| 2016 | Jove, lliure i solter: en directe (sèrie 1)        |
| 2015 | Educant Cardiff                                    |
| 2015 | Tu, jo i l'Apocalipsi                              |
| 2015 | A tot arreu - Europa                               |
| 2014 | Germans (sèrie 2)                                  |
| 2014 | Swashbuckle                                        |
| 2013 | Club de les 4                                      |
|      | Premis de la música de la BBC                      |
|      | Missa de mitjanit + Vine a unir-te a la celebració |